# Frans Hjalmar Hagerbonn

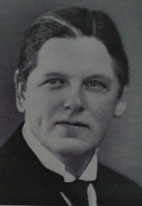

Frans Hjalmar Hagerbonn, född 27 december 1882 i Stockholm, död 1 juni 1953i Skaravar en svensk boktryckare.
Efter avslutade studier ägnade Frans Hjalmar Hagerbonn sig åt boktryckarkonsten som han lärde på dåvarande Västergötlands Nyheters tryckeri i Skara. Efter lärotidens slut 1902 genomgick han en del yrkeskurser, varefter han konditionerade på olika tryckerier till 1906, då han blev föreståndare för Mariestads Länstidnings tryckeri. År 1908 inträder Hagerbonn som delägare i Västergötlands Boktryckeri AB i Skara. År 1932 köps resterande ägare ut och fram till och med 1935 är Frans Hjalmar ensam ägare. Därefter försåldes bolaget till ett nybildat bolag där han var Verkställande Direktör till 1937. 1931-35 var Frans Hjalmar även ansvarig utgivare för Västergötlands annonsblad  och Skara Posten. Åren 1937 - 1945 startade och drev han ett civilt tryckeri och pappershandel, Hagerbonn & Stenbeck, som han avyttrade 1945. 1952 erhöll Frans Hjalmar Hagerbonn Kungliga Patriotiska Sällskapets speciella hantverkarmedalj för framstående förtjänster om yrkenas förkovran.
Frans Hjalmar Hagerbonn var en mycket engagerad person som bland annat var medlem och aktiv i följande föreningar:
- Västergötlands Boktryckareförenings styrelse (Sekreterare & Kassör).
- Skara hantverks- och industriidkareförening. Medlem från 1908.
- Skara hantverks- och industriidkareförening. Ordförande från 1924 till 1947.
- Skara hantverks- och industriidkareförening. Hedersordförande 1947.
- Skara hantverks- och industriidkareförening. Kassör 1913 för föreningens understödkassa.
- Skara hantverks- och industriidkareförening. 1922 Ordförande och ledamot i föreningens lärlingsnämnd.
- Sedan 1939 ordförande i Skaraborgs Hantverksdistrikt.
- Skaraborgs Distrikts Garantiförening (Ordförande 1945-1950).
- Skara Stads skolor för yrkesundervisning (Sedan 1923 Ordförande & Kassör).
- Skara Tekniska Aftonskola (Medlem sedan 1923 och kassaförvaltare 1930-1936).
- Skara Stads representant i Länshälpskommittén.
- Skara Stads dyrtidsområdes arbetsutskott. Ordförande.
- Skara Stads arbetslöshetskommitté. Ordförande 1919-1924.
- Ledamot av Stadsfullmäktige i Skara 1919-26 och 1934-1942.
- Ledamot av Drätselkammaren i Skara 1923-1928, de senare åren Ordförande i finansavdelningen.
- Ledamot av Skara Stads taxeringsnämnd från 1921.
- Ledamot av prövningennämnden i Skaraborgs län 1929-1932.
- Ledamot och flera år Ordförande av Skara stads lönenämnd 1921-1945.
- Ledamot av Skara Fastighetsägaresförening 1925-1948. Inom klubben var han hedersledamot.
- Medlem i ordenssällskapet Frimurarna 1931-1953.
- Typografiska föreningen i Skara (Ordförande 1906).